# La casa de Kyoko
La casa de Kyoko (鏡子の家 Kyōko no Ie?) es una novela del escritor japonés Yukio Mishima, publicada en 1959. Esta obra retrata el nihilismo de cinco jóvenes de la época de 1955, cuando se decía que había terminado la posguerra. Aunque no fue una obra exitosa, es una novela que tiene un significado sumamente importante en la trayectoria de la literatura de Mishima.

## Argumento
En la casa de Kyoko, los invitados son bienvenidos en cualquier momento, y se reúnen cuatro jóvenes con diferentes profesiones y personalidades. Lo que tienen en común es una conciencia estoica que los lleva a negarse a sí mismos y aparentar que no creen en el sufrimiento en el mundo, ocultando sus sentimientos como pequeños fragmentos de cristal rotos en su interior. En este lugar no se toman en serio los matrimonios, las clases sociales, los prejuicios ni el orden, y no hay temas de conversación prohibidos. Para estos cuatro jóvenes, la existencia de este refugio es un faro de alegría en el mundo. La novela cuenta las historias interconectadas de los cuatro hombres que representan las diferentes facetas de la personalidad del autor: lo artístico en el pintor, lo atlético en el boxeador, lo nihilista en el hombre de negocios y lo narcisista en el actor.

## Adaptaciones
La obra fue parcialmente adaptada en la película Mishima, una vida en cuatro capítulos, dirigida por Paul Schrader. 